# Themeda saxicola
Themeda saxicola är en gräsart som beskrevs av Norman Loftus Bor. Themeda saxicola ingår i släktet Themeda och familjen gräs. Inga underarter finns listade i Catalogue of Life.